# Smržov (Český Dub)
Smržov (německy Smrschow) je vesnice, část města Český Dub v okrese Liberec. Nachází se asi 3,5 kilometru západně od Českého Dubu. Smržov leží v katastrálním území Smržov u Českého Dubu o rozloze 2,8 km².

## Historie
První písemná zmínka o vesnici pochází z roku 1547.

## Pamětihodnosti
- kaple
- kříž s pískovcovým podstavcem před hostincem Čertova zeď (čp. 50)
- pomník padlým v první světové válce (severní část vsi)
- několik staveb podještědské lidové architektury (např. čp. 13 a 25)
- národní přírodní památka Čertova zeď
- pozůstatky odtěžené Malé Čertovy zdi
- vrch Pelousek vulkanického původu

## Fotogalerie

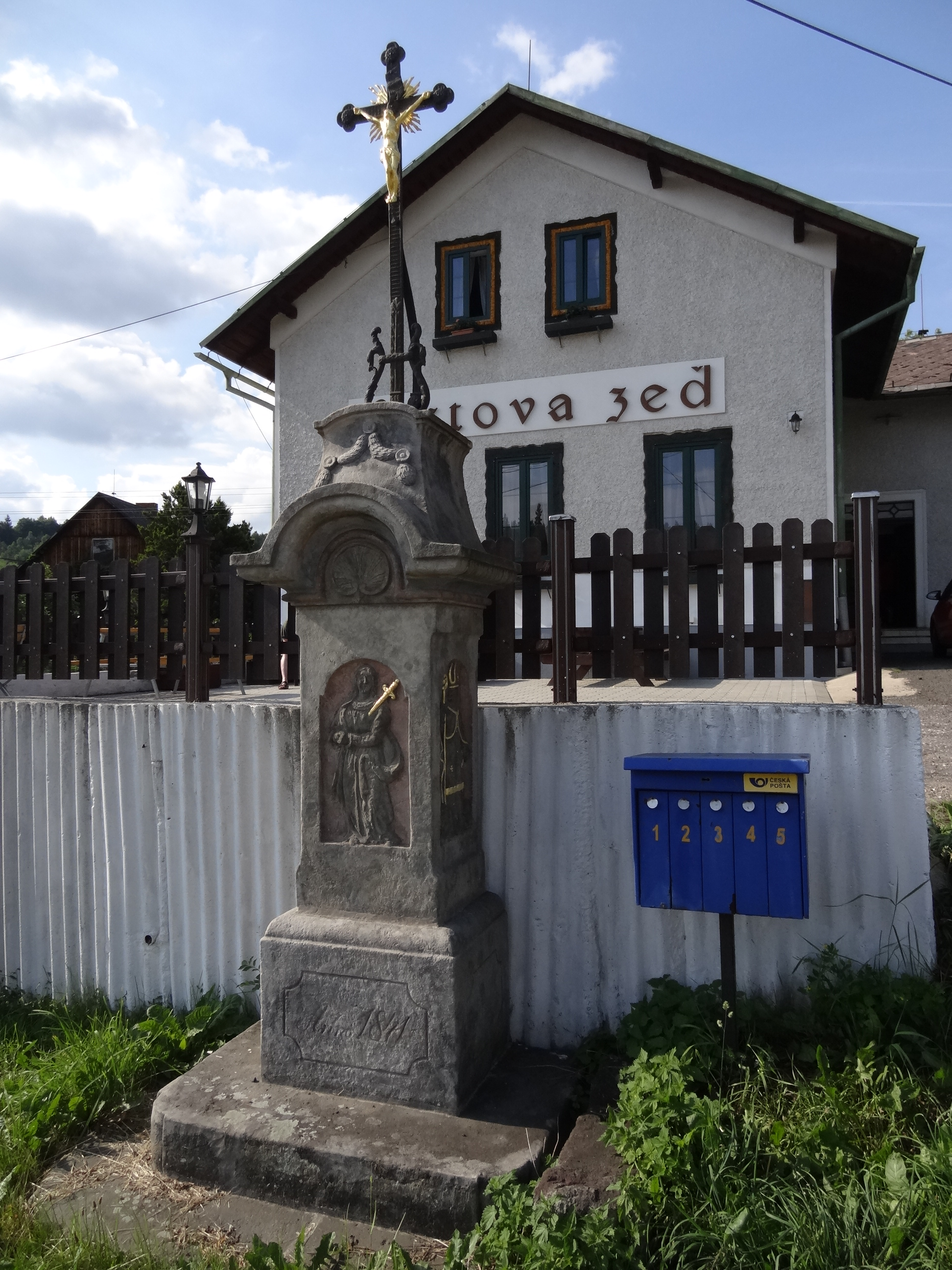
kříž a hostinec Čertova zeď
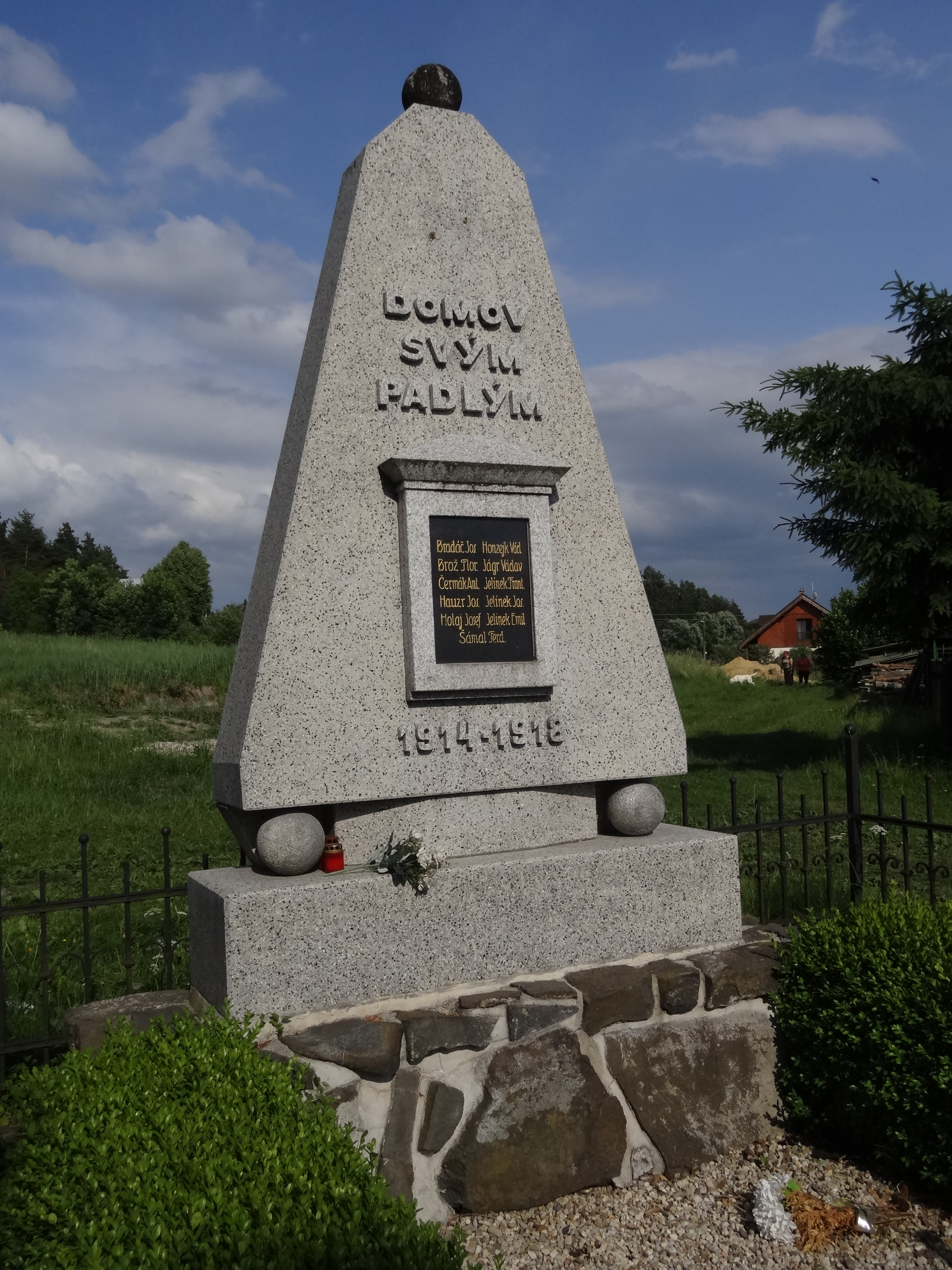
pomník padlým
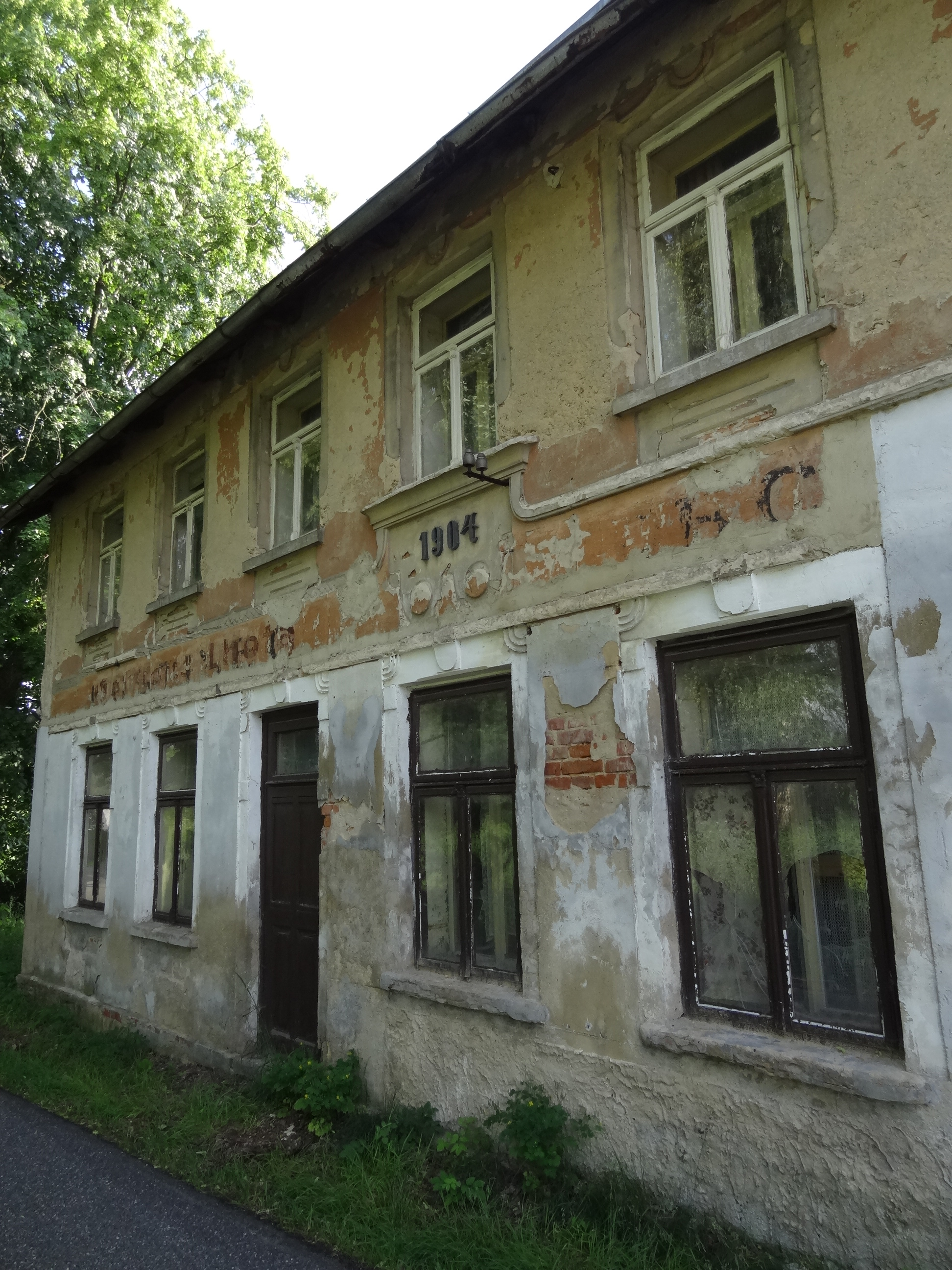
bývalý hostinec čp. 8
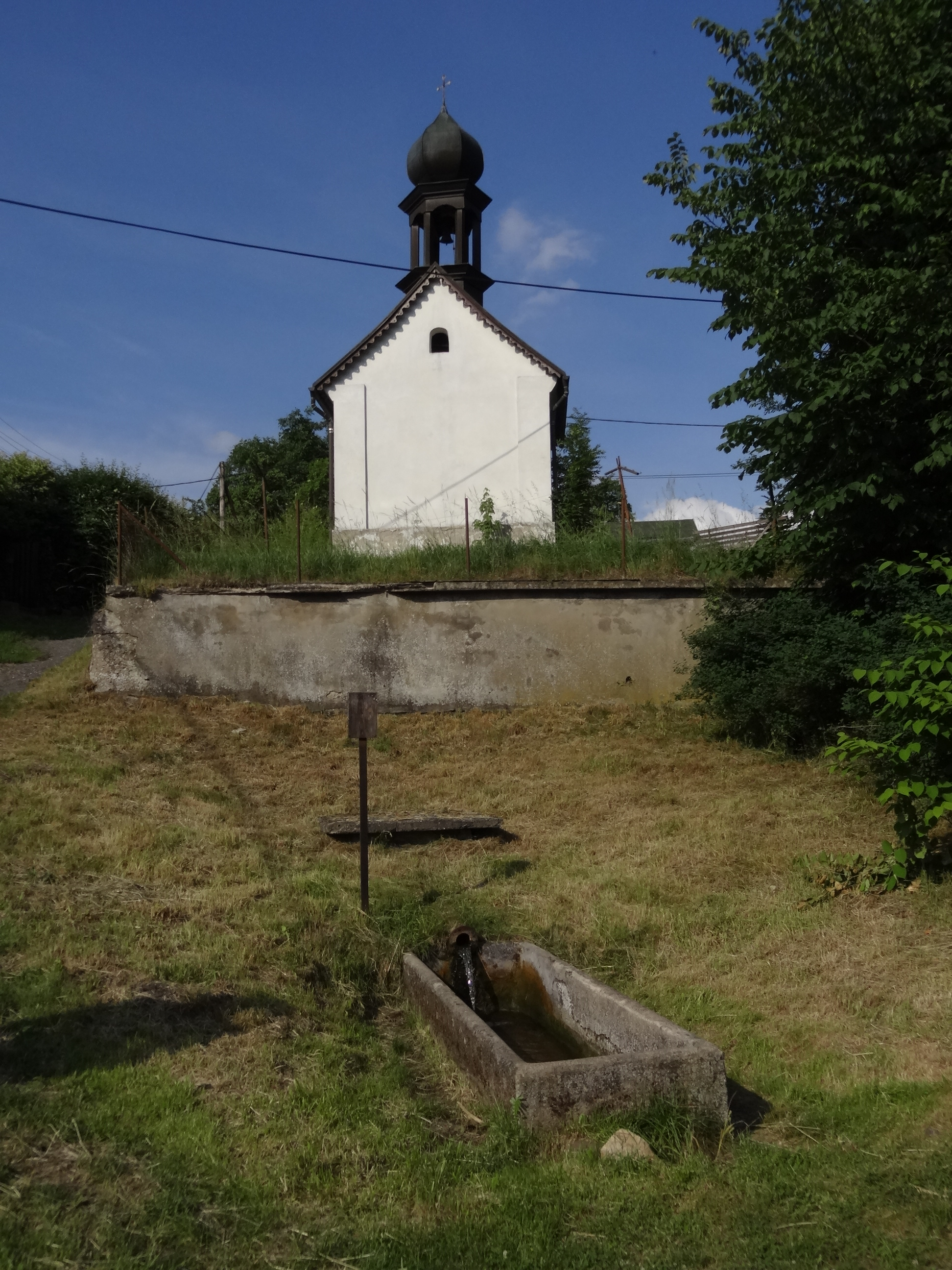
kaple a studánka
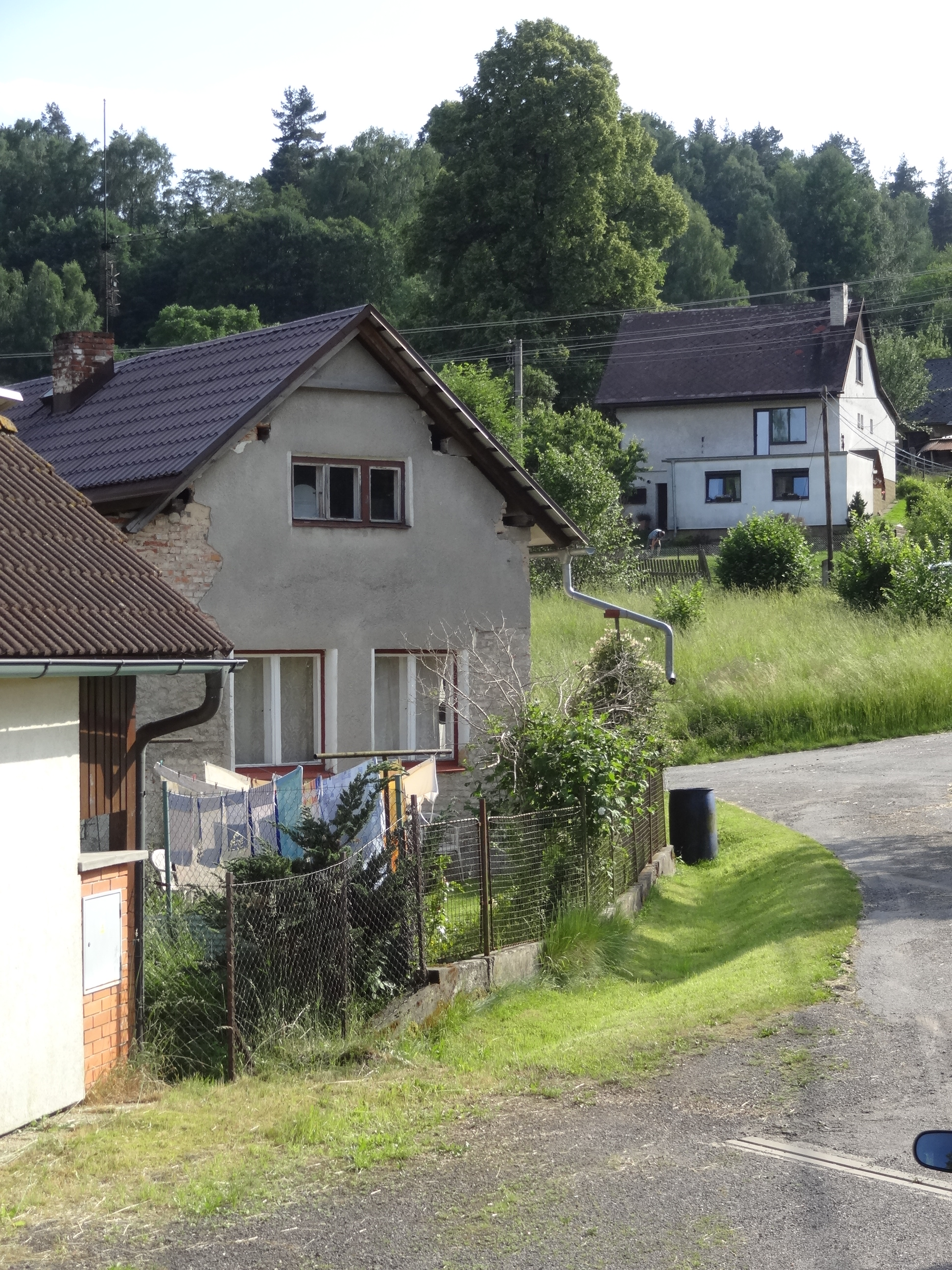
dům čp. 4
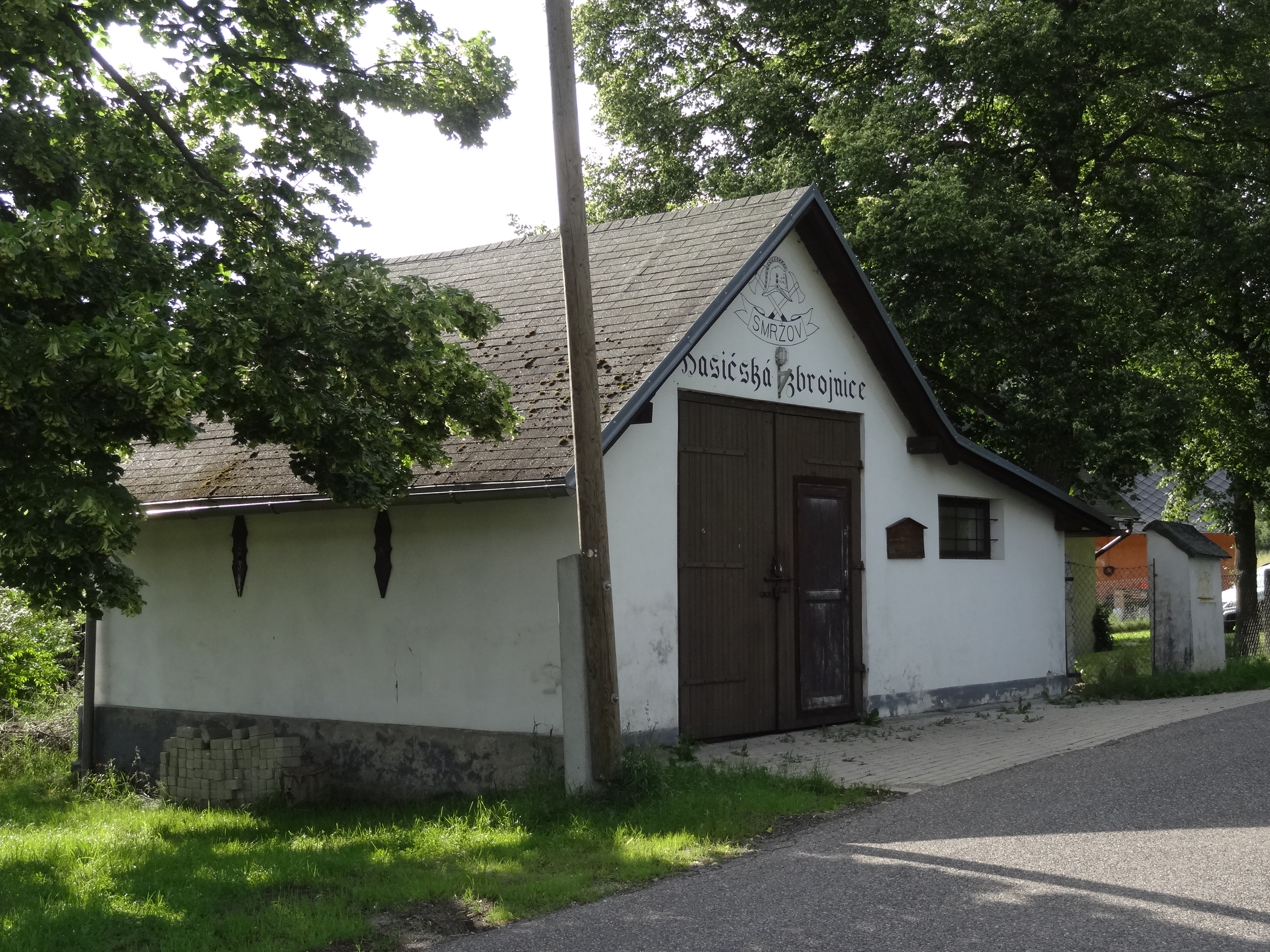
hasičská zbrojnice
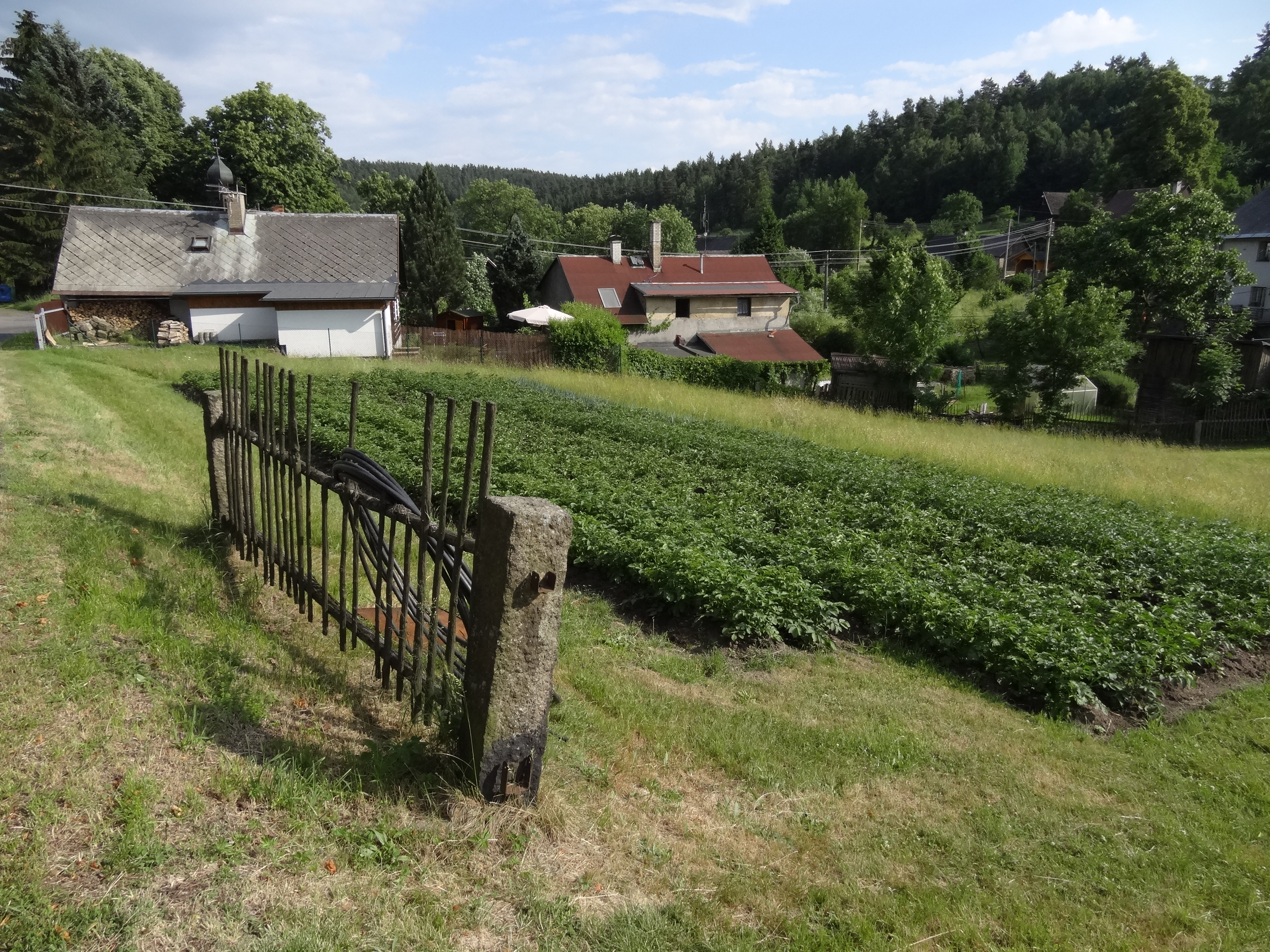
domy čp. 13 a 14
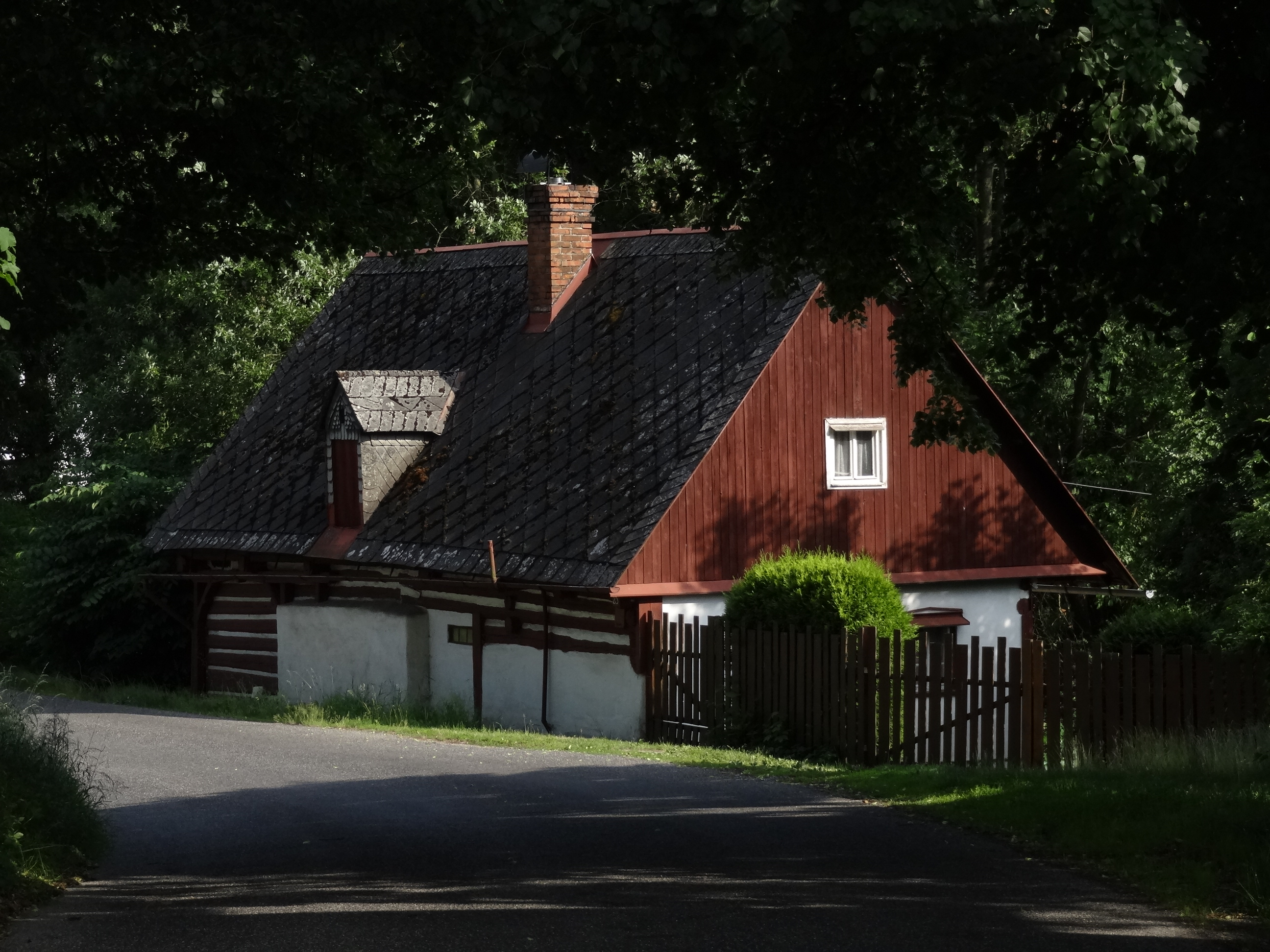
chaloupka čp. 25
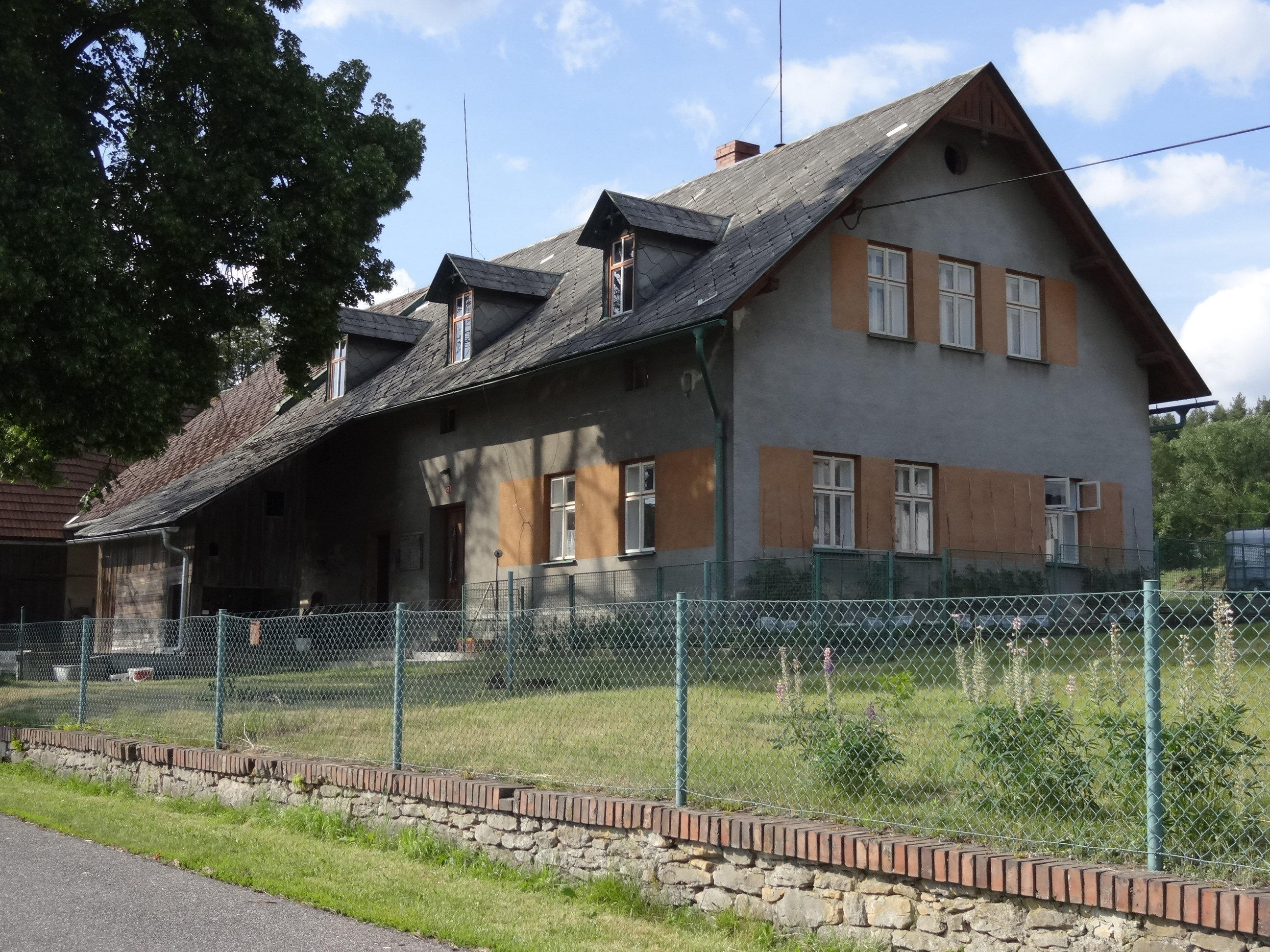
stavení čp. 12
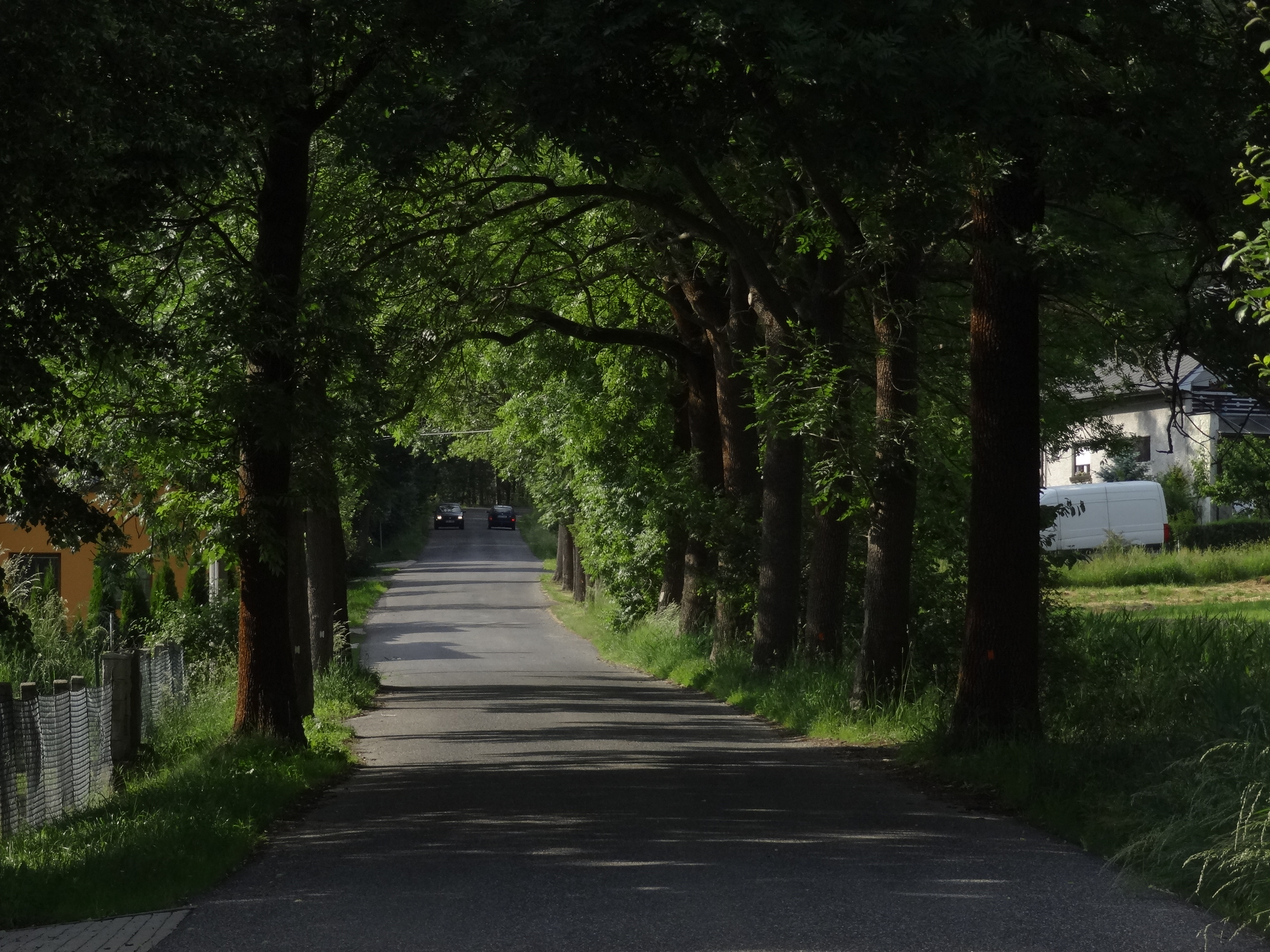
alej v severní části vsi